# Banalizzazione (ferrovia)
Per banalizzazione (nel linguaggio ferroviario) si intende la realizzazione delle infrastrutture che permettono, in una linea a doppio binario, la circolazione dei treni nella stessa direzione su entrambi i binari mantenendo inalterate le prescrizioni alla circolazione sui due binari. 

## Circolazione su linea banalizzata
Nella circolazione normale dei treni si distingue un binario legale  (per la maggior parte dei paesi la sinistra, mentre in Germania e Austria è la destra) per la direzione ordinaria e di binario illegale per indicare la marcia sull'altro binario. In questo caso la circolazione sul binario legale avviene normalmente, mentre la stessa effettuata sul binario illegale è soggetta a particolari prescrizioni relative al regime di circolazione (dovute alle particolari condizioni di controllo della posizione, spazi di frenatura, disponibilità di segnalamento, che portano a ridurre notevolmente la velocità massima di circolazione; i ferrovieri parlano di "marcia a vista", cioè senza l'ausilio dei segnali, perché non ci sono). Con la banalizzazione la linea è attrezzata per l'invio dei treni in entrambi i binari e non si parla più di binario legale o illegale, ma semplicemente di destro e sinistro. In regime di banalizzazione la circolazione avviene su entrambi i binari, in entrambe le direzioni alle medesime condizioni. 
La banalizzazione, di fatto, porta ad avere una coppia di binari gemelli in ogni aspetto: questo significa che i segnali saranno disposti esattamente alle stesse distanze e la sezione di blocco (un tratto di linea ferroviaria delimitato da due particolari segnali entro il quale può circolare solamente un convoglio alla volta) sarà la stessa e quindi i binari possono essere gestiti come due entità indipendenti e a sé stanti.
La banalizzazione può essere sfruttata per mettere fuori servizio uno dei due binari (ad esempio per manutenzione) contenendo le soggezioni al traffico, nonché per effettuare sorpassi in linea in condizione di circolazione parallela. Infatti nelle ore di punta spesso si possono verificare casi di rarità di treni in una delle due direzioni ed elevato numero di treni nell'altra, ove spesso questi ultimi sono eterotachici (cioè hanno velocità commerciali previste che sono diverse, e devono quindi in qualche punto sorpassarsi), ed in questi casi su tratte a circolazione banalizzata il treno che deve cedere il passo può essere inviato sul binario solitamente destinato all'altro senso di marcia dovendo sopportare solo un breve rallentamento, piuttosto che una lunga sosta in stazione.

## Banalizzazione con tre binari
In caso di presenza di tre binari normalmente i due esterni conservano l'ordinaria funzione, mentre quello centrale viene banalizzato consentendo alternativamente il traffico nelle due direzioni.

## Vantaggi della banalizzazione
Rispetto a un importante investimento in attrezzature, finalizzate soprattutto a garantire la sicurezza della circolazione, la banalizzazione permette in condizioni ordinarie un modesto aumento della capacità di traffico: questo infatti dipende essenzialmente dalla forte asimmetria di funzionamento del traffico nelle due direzioni, asimmetria che in realtà non si verifica in modo così rilevante se non in rari casi.
Inoltre la procedura di sorpasso in linea richiede di volta in volta che la marcia parallela sia istituita su tratte molto lunghe, che si accorciano solo se la circolazione è fortemente eterotachica, e la disponibilità di tali tratte lunghe libere da treni che circolano in direzione opposta è molto rara anche in condizione di flussi di traffico asimmetrici.
Nel complesso questa combinazione di fattori è piuttosto rara.
La banalizzazione rimane invece fortemente utile per gestire i fuori-servizio di uno dei binari, che però si collocano comunque e necessariamente in fasce orarie a scarso traffico.